# Daniel Gagnebin
Daniel Gagnebin (* 15. Januar 1917 in Lausanne, Kanton Waadt; † 1998) war ein Schweizer Diplomat.

## Leben
Gagnebin trat in den diplomatischen Dienst ein und wurde am 16. April 1946 Gesandtschaftsattaché an der Gesandtschaft in der Türkei sowie am 23. Dezember 1947 Gesandtschaftssekretär im Aussenministerium, dem Eidgenössischen Politischen Departement (heute Eidgenössisches Departement für auswärtige Angelegenheiten), wo er am 21. Januar 1955 als Adjunkt stellvertretender Sektionschef wurde. In dieser Verwendung erfolgte am 29. April 1955 seine Beförderung zum Gesandtschaftssekretär Erster Klasse, woraufhin er vom 16. Mai 1955 bis zum 2. Oktober 1957 an der Gesandtschaft in Griechenland tätig war. Nach seiner Rückkehr wurde er wieder stellvertretender Sektionschef im Politischen Departement und war danach seit dem 28. Dezember 1960 kurzzeitig Erster stellvertretender Sektionschef in der Direktion für internationale Organisationen, ehe er von 1961 bis 1965 Chef der Sektion Kulturelle Angelegenheiten und UNESCO in der Abteilung für internationale Organisationen des Politischen Departements war.
Daraufhin fungierte Gagnebin zwischen dem 6. September 1965 und dem 1. September 1967 als Generalkonsul in Straßburg. Zugleich wurde er am 6. September 1965 als Nachfolger von Henri Voirier im Range eines Gesandten Ständiger Vertreter der Schweiz beim Europarat. Als solcher wurde er am 27. Dezember 1967 in den Rang eines Botschafters erhoben und fungierte als Leiter der Ständigen Vertretung bis zum 30. April 1970, woraufhin André Dominicé sein dortiger Nachfolger wurde. Er selbst übernahm am 19. Juni 1970 von Max König den Posten als Botschafter im Iran und bekleidete dieses Amt bis zum 13. November 1974. Zugleich war er als Vertreter in Afghanistan akkreditiert. Sein Nachfolger als Botschafter im Iran wurde am 30. September 1975 Charles-Albert Wetterwald.
Zuletzt löste Gagnebin am 14. November 1974 den am 9. August 1974 im Amt verstorbenen Hans Karl Frey als Botschafter in Ägypten ab und verblieb dort bis zu seinem Ausscheiden aus dem diplomatischen Dienst am 21. Mai 1980, woraufhin Jean Cuendet seine Nachfolge antrat. Zugleich war er zwischen dem 14. November 1974 und dem 21. Mai 1980 als Vertreter im Sudan mit Dienstsitz in Kairo akkreditiert.

## Weblink
- Dokumente von und über Gagnebin, Daniel in der Datenbank Dodis der Diplomatischen Dokumente der Schweiz

| Personendaten    | Personendaten          |
| ---------------- | ---------------------- |
| NAME             | Gagnebin, Daniel       |
| KURZBESCHREIBUNG | Schweizer Diplomat     |
| GEBURTSDATUM     | 15. Januar 1917        |
| GEBURTSORT       | Lausanne, Kanton Waadt |
| STERBEDATUM      | 1998                   |